# Kenneth A. Walsh
Kenneth Ambrose Walsh, né le 24 novembre 1916 à Brooklyn et mort le 30 juillet 1998, est le quatrième as de l'aviation du Corps des Marines des États-Unis lors de la Seconde Guerre mondiale avec un record de 21 avions ennemis détruits.
Actif de 1933 à 1962, il atteint le grade de lieutenant-colonel et a aussi participé à la guerre de Corée.
Récompensé par la Distinguished Flying Cross et la Medal of Honor, il est enterré au cimetière national d'Arlington.